# Gord Kluzak
Gordon Glen Kluzak (né le 4 mars 1964 à Climax dans la province de la Saskatchewan au Canada) est un joueur professionnel de hockey sur glace qui évoluait au poste de défenseur.

## Carrière
Gord Kluzak a grandi dans une ferme de la Saskatchewan et a fait ses études à Wilcox au Athol Murray College of Notre Dame.
Kluzak joua deux saisons avec les Bighorns de Billings dans la Ligue de hockey de l'Ouest. Il manqua la moitié de la saison 1981-82 ainsi que les séries éliminatoires en raison d'une déchirure des ligaments du genou gauche survenue le 9 février dans un match contre les Tigers de Medicine Hat. Cette blessure était la première d'une série de problèmes de genoux pour Kluzak.
Cette blessure n'empêcha pas les Bruins de Boston de le choisir en première place du repêchage d'entrée dans la LNH 1982, avant, entre autres, un autre défenseur, Gary Nylund, qui fut sélectionné par les Maple Leafs de Toronto.
Il remporta, en 1990, le trophée Bill-Masterton. Cependant, ces blessures récurrentes au genou gauche lui firent manquer deux saisons complètes. Au total, il subit 11 opérations et dut interrompre sa carrière à l'âge de 27 ans après avoir joué 9 ans avec les Bruins.

## Statistiques
| Saison     | Équipe               | Ligue        |     | Saison régulière | Saison régulière | Saison régulière | Saison régulière | Saison régulière |    | Séries éliminatoires | Séries éliminatoires | Séries éliminatoires | Séries éliminatoires | Séries éliminatoires |
| Saison     | Équipe               | Ligue        | PJ  | B                | A                | Pts              | Pun              | PJ               | B  | A                    | Pts                  | Pun                  |                      |                      |
| 1980-1981  | Bighorns de Billings | WHL          | 68  | 4                | 34               | 38               | 160              | 5                | 0  | 1                    | 1                    | 4                    |                      |                      |
| 1981-1982  | Bighorns de Billings | WHL          | 38  | 9                | 24               | 33               | 110              | --               | -- | --                   | --                   | --                   |                      |                      |
| 1982-1983  | Bruins de Boston     | LNH          | 70  | 1                | 6                | 7                | 105              | 17               | 1  | 4                    | 5                    | 54                   |                      |                      |
| 1983-1984  | Bruins de Boston     | LNH          | 80  | 10               | 27               | 37               | 135              | 3                | 0  | 0                    | 0                    | 0                    |                      |                      |
| 1984-1985  | N'a pas joué         | N'a pas joué | --  | --               | --               | --               | --               | --               | -- | --                   | --                   | --                   |                      |                      |
| 1985-1986  | Bruins de Boston     | LNH          | 70  | 8                | 31               | 39               | 155              | 3                | 1  | 1                    | 2                    | 16                   |                      |                      |
| 1986-1987  | N'a pas joué         | N'a pas joué | --  | --               | --               | --               | --               | --               | -- | --                   | --                   | --                   |                      |                      |
| 1987-1988  | Bruins de Boston     | LNH          | 66  | 6                | 31               | 37               | 135              | 23               | 4  | 8                    | 12                   | 59                   |                      |                      |
| 1988-1989  | Bruins de Boston     | LNH          | 3   | 0                | 1                | 1                | 2                | --               | -- | --                   | --                   | --                   |                      |                      |
| 1989-1990  | Bruins de Boston     | LNH          | 8   | 0                | 2                | 2                | 11               | --               | -- | --                   | --                   | --                   |                      |                      |
| 1990-1991  | Bruins de Boston     | LNH          | 2   | 0                | 0                | 0                | 0                | --               | -- | --                   | --                   | --                   |                      |                      |
| Totaux LNH | Totaux LNH           | Totaux LNH   | 299 | 25               | 98               | 123              | 543              | 46               | 6  | 13                   | 19                   | 129                  |                      |                      |

### Honneurs personnels
- Récipiendaire du trophée Bill-Masterton en 1990

## Carrière internationale
En 1982, Kluzak représenta le Canada au championnat du monde junior. Les Canadiens remportèrent le titre et la médaille d'or avec, au passage, une victoire 7-0 contre les Soviétiques. Il y remporta également le titre de meilleur défenseur et fut nommé dans la première équipe d'étoiles du tournoi.